# Tony Abbott

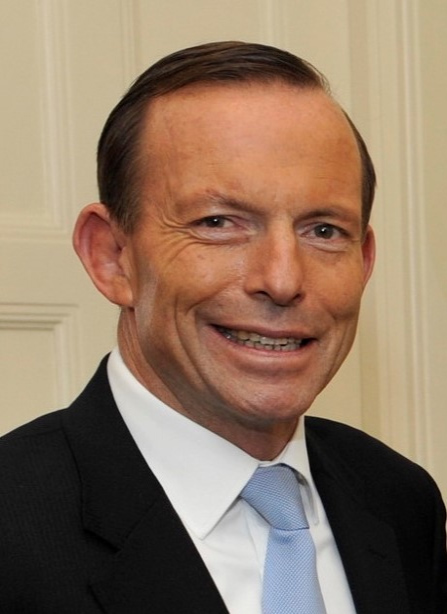
Tony Abbott (2013)

Anthony „Tony“ John Abbott (* 4. November 1957 in London, England, Vereinigtes Königreich) ist ein britisch-australischer Politiker der Liberal Party of Australia und war vom 18. September 2013 bis zum 15. September 2015 Premierminister Australiens. Malcolm Turnbull setzte sich gegen Abbott in einer internen Abstimmung der Parlamentsfraktion der Liberalen am 14. September 2015 um die Parteiführung durch und wurde dann auch Premierminister. Bei der Parlamentswahl in Australien, die am 18. Mai 2019 stattfand, verlor Tony Abbott seinen Sitz im Parlament.

## Leben
Abbott studierte an der Universität Sydney und war dort Präsident der Studentenvertretung. Er schloss sein Studium mit einem Bachelor of Economics und einem Bachelor of Laws ab und besuchte anschließend als Rhodes-Stipendiat die Universität Oxford, an der er den Master of Arts in Politik und Philosophie machte. 1983 trat er für einige Zeit in ein katholisches Priesterseminar ein, entschied sich dann aber für eine Laufbahn im Journalismus und schrieb für verschiedene australische Zeitungen.
1990 wurde Abbott Pressereferent des Oppositionsführers John Hewson. Von 1993 bis 1994 war er Geschäftsführer der NGO „Australians for Constitutional Monarchy“. Im März 1994 wurde Abbott bei einer Nachwahl zum Mitglied des Repräsentantenhauses gewählt, in dem er seitdem für die Liberal Party die Interessen des Wahlkreises Warringah im Norden von Sydney vertritt.
1998 wurde er von Premierminister John Howard als Minister für Beschäftigungsdienstleistungen erstmals in die Regierung (Kabinett Howard II) berufen. Nach den Parlamentswahlen am 10. November 2001 ernannte Howard ihn zum Minister für Arbeit, Arbeitsplatzbeziehungen und Kleinbetriebe (Kabinett Howard III). Er war vom 7. Oktober 2003 bis zum Ende von Howards Amtszeit nach der Wahlniederlage gegen die Australian Labor Party (3. Dezember 2007) Minister für Gesundheit und Senioren.
Am 1. Dezember 2009 wurde er Vorsitzender der Parlamentsfraktion der Liberal Party und damit zugleich Führer der Opposition im Repräsentantenhaus. Er war damit nach Brendan Nelson und Malcolm Turnbull, den er bei der Kampfabstimmung mit 42 zu 41 Stimmen schlug, der dritte Oppositionsführer innerhalb von zwei Jahren nach Howards Rücktritt. Abbott wurde damit vor allem für sein entschiedenes Eintreten gegen den Emissionsrechtehandel belohnt. Er blieb bis zum 18. September 2013 Oppositionsführer; ihm folgte Chris Bowen. 
Bei der Parlamentswahl am 21. August 2010 trat Abbott als Spitzenkandidat der konservativen „Coalition“ aus Liberal Party und National Party of Australia an. Die regierende Labor-Partei verlor dabei 11 Sitze. Da sowohl Abbotts Coalition als auch Labor unter Premierministerin Julia Gillard mit jeweils 72 Mandaten die absolute Mehrheit von 76 Sitzen im Unterhaus verfehlten, folgten lange Verhandlungen beider Seiten mit den sechs unabhängigen Abgeordneten. Nur zwei Unabhängige erklärten schließlich ihre Unterstützung für die Koalition, so dass Premierministerin Julia Gillard die nötigen zwei Stimmen Mehrheit für ihre neue Regierung (76:74 Abgeordnete) zusammenbrachte.
Er kandidierte erneut bei der Parlamentswahl in Australien 2013 und galt als Favorit. Die Wahlen wurden mit ihm als Spitzenkandidaten von der Koalition bürgerlicher Parteien am 7. September 2013 gegen den amtierenden Premierminister Kevin Rudd von der Australian Labor Party gewonnen.

## Zeit als Premierminister
Am 18. September 2013 wurde er als 28. Premierminister Australiens vereidigt. Er bildete das Kabinett Abbott (engl. Abbott Ministry).
Während seiner Amtszeit als Premierminister sanken seine Popularitätswerte kontinuierlich. Innerhalb seiner Partei mehrten sich kritische Stimmen; ihm wurde ein selbstherrlicher Führungsstil vorgeworfen. Der Budgetentwurf seiner Regierung vom April 2014 kam bei der Wählerschaft nicht gut an. Unpopulär waren vor allem eine neu eingeführte Praxisgebühr bei Arztbesuchen, höhere Studiengebühren und eine geringe Anhebung der Mineralölsteuer. Abbott wurde auch dafür kritisiert, dass er Budgetgesetze auf den Weg gebracht hatte, ohne durch Verhandlungen mit dem Senat dafür zu sorgen, dass diese dort auch angenommen wurden. Außerdem brach er einige Wahlversprechen. All dies trug dazu bei, dass sich im Februar 2015 Unzufriedene seiner eigenen Partei sammelten und ein Abwahlverfahren gegen ihn anstrengten. In einer Abstimmung am 9. Februar 2015 stimmten 69 Parlamentarier für und 39 gegen Abbott. Seine Position als Parteivorsitzender und Premierminister war damit zwar formal bestätigt, aber deutlich angeschlagen. Als sein wichtigster innerparteilicher Rivale galt der Minister für Kommunikation, der liberalere und progressivere Malcolm Turnbull, der deutlich höhere Zustimmungswerte in der Öffentlichkeit als Abbott erzielt.
Am 14. September 2015 verlor Abbot eine parteiinterne Abstimmung um die Parteiführung gegen Turnbull, der zuvor aus dem Kabinett zurückgetreten war, um ihn herauszufordern. Diesmal erhielt er nur noch 44 Stimmen, 54 waren für Turnbull, der damit der designierte Premierminister wurde.

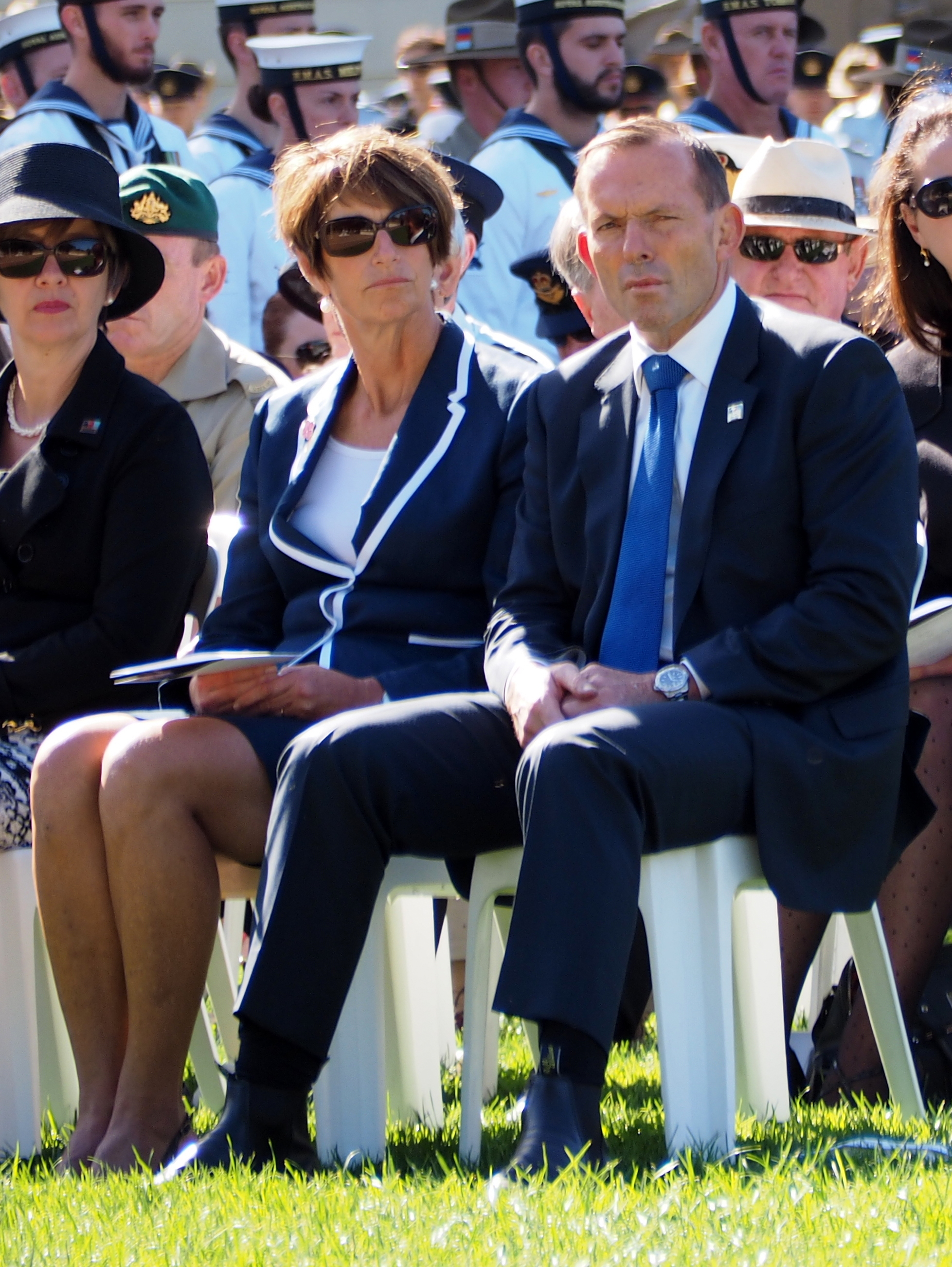
Abbott mit seiner Frau Margaret 2015

## Privates
Abbott zeigt sich der Öffentlichkeit gegenüber sehr bodenständig und einfach. Er surft oft an einem Strand in Sydney und leistet Freiwilligendienst bei der Feuerwehr. Außerdem wollte er als Premierminister jedes Jahr einige Tage in einem Aborigines-Dorf verbringen. Er wohnte wie seine Amtsvorgänger im Kirribilli House.
Abbott ist verheiratet und hat mit seiner Frau Margaret drei gemeinsame Töchter. Abbott ist römisch-katholisch. 
Abbots Schwester Christine Forster, eine Lokalpolitikerin in Sydney, ist lesbisch. Auch nach ihrem Coming Out während seiner Amtszeit als Premierminister hatte Abbott sich gegen die Legalisierung der gleichgeschlechtlichen Ehe ausgesprochen und bei der Volksbefragung 2017 dazu aufgerufen, gegen die Öffnung der Ehe zu stimmen. Als Forster im Februar 2018 ihre Lebensgefährtin heiratete, gratulierte er dem Brautpaar jedoch öffentlich.

## Politische Positionen
Abbott vertritt in religiöser Hinsicht konservativ-traditionalistische Ansichten. Er äußerte sich kritisch zur Abtreibung und sprach sich gegen In-vitro-Fertilisation, Sterbehilfe und die Forschung an aus Embryonen gewonnenen Stammzellen aus. Er ist ein Gegner der gleichgeschlechtlichen Ehe. Sein mitunter aggressives Auftreten und seine Vergangenheit als Priesterseminarist brachten ihm den abwertenden Spitznamen „Mad Monk“ (verrückter Mönch) ein.
Abbott ist Klimawandelleugner und setzt sich für die Nutzung fossiler Energieträger ein. Nach seiner Wahl als Premierminister sorgte er dafür, dass das zum Klimaschutz eingeführte australische Emissionshandelssystem wieder abgeschafft wurde. Er bezeichnete Belege für den Klimawandel im September 2009, bevor er Parteivorsitzender wurde, als „Mist“ (crap), eine Äußerung, die er später als Übertreibung und nicht als seinen wohlüberlegten Standpunkt bezeichnete. 2017 verglich er Maßnahmen gegen den Klimawandel mit „primitiven Menschen, die einst Ziegen töteten, um die Vulkangötter zu besänftigen“. Anfang 2023 trat er der britischen Klimaleugnerorganisation Global Warming Policy Foundation (GWPF) bei. Ende 2023 erklärte er bei der Vorstellung eines Berichtes für den rechten Think Tank Institute of Public Affairs, es lohne sich „lohnt sich, darauf hinzuweisen, dass die These von der anthropogenen globalen Erwärmung, zumindest in ihren extremeren Formen, sowohl ahistorisch als auch völlig unplausibel ist“. Außerdem müsse immer wieder betont werden, dass „der Klimakult irgendwann diskreditiert sein“ werde.
2014 hatte er bei der UNESCO einen Antrag gestellt, 74.000 Hektar Urwald der Tasmanischen Wildnis von der Liste des Weltnaturerbes zu nehmen, um dort Holz gewinnen zu können. Dieser Antrag wurde abgelehnt. In diesem Zusammenhang äußerte er die Meinung, die Natur müsse dem Menschen dienen, nicht umgekehrt. 2015 sorgte seine Äußerung zu Plänen, rund 12.000 Aborigines aus entlegenen Gebieten in Westaustralien umzusiedeln, für Empörung.
2015 wurde die Abschottungspolitik seiner Regierung gegenüber Flüchtlingen, die offiziell als „Illegal Maritime Arrivals“ (illegale Ankömmlinge auf See) bezeichnet wurden, international kritisiert. Nach Amtsantritt hatte er die Aktion „Sovereign Borders“ (Souveräne Grenzen) gestartet und rigoros alle Flüchtlinge am Betreten des Landes gehindert. Dazu hat die australischen Marine die Flüchtlingsboote abgefangen und zu den Abfahrtsländern, meist nach Indonesien, zurückgeschickt. Alle nicht zurückgeschickten Asylsuchenden wurden in Einwanderungshaft in das Nauru Regional Processing Centre im Inselstaat Nauru und Manus Regional Processing Centre in Papua-Neuguinea festgesetzt. Dort mussten sie auch bleiben, wenn dem Asylantrag stattgegeben wurde. Der Regierung wurde vorgeworfen, dieses Verhalten verstoße zumindest teilweise gegen die Antifolterkonvention der Vereinten Nationen.